# 나이토 마사요시
나이토 마사요시(일본어: 内藤政義 ないとう まさよし[*])는 휴가국 노베오카번 7대 번주이다. 노베오카 나이토가 종가 12대 당주이다.

## 생애
오미 히코네번주 이이 나오나카의 15남이다. 이이 나오스케 (나오나카의 14남)의 이복동생이다.
분세이 3년 (1820년) 3월 3일에 태어나, 히코네에서의 관례 후 첫 이름은 나오야스라고 했다. 덴포 5년 (1834년) 7월, 번주였던 형 나오아키 (나오나카의 3남)의 초청으로 형 나오스케와 함께 히코네에서 에도로 향한다. 후계자가 없었던 노베오카번주 나이토 마사요리의 양자 후보자로 거론되었기 때문이다. 그 결과 선택된 나오야스는 마사요리의 양자가 되어 마사요시로 개명하였다. 또한, 나오스케는 이듬해 8월에 히코네로 귀국하였고, 이후 오랫동안 혼자 살게 되었다.
덴포 5년 (1834년) 10월 13일, 양부 마사요리의 사망으로 가독을 상속받았다. 같은 해 12월, 종5위하 노토노카미에 서임되었다. 번정에서는 덴포 12년 (1841년), 가에이 원년 (1848년)의 잇단 기근에 있어서의 구제 대책, 군제 개혁, 학제 개혁, 신덴 개발 등의 개혁에 종사하고 있다. 가에이 3년 (1850년), 번교 기숙사를 코교칸(廣業館)으로 개칭하였다.
분큐 2년 (1862년) 10월 24일, 양사자 마사타카에게 가독을 물려주고 은거하였다.
메이지 21년 (1888년) 11월 18일에 69세의 나이로 사망했다.

## 계보
- 아버지 : 이이 나오나카 (1766년 ~ 1831년)
- 어머니 : 불명
- 양아버지 : 나이토 마사요리 (1796년 ~ 1834년)
- 정실 : 토요히메 - 키쿠히메 , 미조쿠치 나오아키의 3녀
- 계실 : 타치바나 아키카타의 딸
- 양자
  - 아들 : 나이토 마사타카 (1852년 ~ 1927년) - 오타 스케모토의 6남

| 전임 나이토 마사요리 | 제7대 노베오카번 번주 (나이토씨) 1834년 - 1862년 | 후임 나이토 마사타카 |